# 밴드 오브 브라더스
《밴드 오브 브라더스》(영어: Band of Brothers)는 미국 HBO에서 2001년 제작한 2차 세계 대전에 있었던 실화를 바탕으로 한 10부작 미니시리즈이다. 스티븐 스필버그와 톰 행크스 등이 제작에 참여하였다.
내용은 미국 육군 제101공수사단 제506낙하산보병연대 제2대대 제5중대(일반적으로 5번째 알파벳의 E를 딴 Easy 중대)의 초기 훈련부터 노르망디 상륙 작전, 벌지 전투 등을 거쳐 마지막으로는 히틀러 별장인 독수리 둥지(Eagle's Nest) 점령 등 실제 중대원들의 증언을 바탕으로 하고 있다. 원저는 스티븐 앰브로즈의 동명 저서이다.
대한민국에서는 여러 케이블 방송사에서 방송을 하였고, 공중파에서는 MBC가 2004년 10월 17일부터 12월 19일까지, EBS에서 2013년 2월 25일부터 4월 29일까지 방송하였다.

## 수상
밴드 오브 브라더스는 에미상 9개 부문에 노미네이트되었으며 "미니시리즈 최우수 작품상(Outstanding Miniseries)", "미니시리즈, 영화, 특별기획물 캐스팅 (Outstanding Casting for a miniseries, Move, or a Special)", "미니시리즈, 영화, 특별 기획 드라마물 감독상(Outstanding Directing for a Miniseries, movie, or a Dramatic Special)"을 포함한 6개 부문에서 수상하였다. 또한 밴드 오브 브라더스는 2002년 골든글로브상 TV 미니시리즈 부분 최우수 작품상과 AFI(American Film Institute) TV 영화/미니시리즈 부분 최우수 작품상 수상을 수상하였으며, 또한 "자유를 지키기 위해 싸운 자들을 위한 새로운 헌정에 대한 공로"를 인정받아 피바디 상을 수상하였다. 또한 6번째 에피소드인 '바스통' 은 2003 미국 각본가 연맹상(Writers Guild of America Awards 2003)의 텔레비전용 장편 부문을 수상하였다. 이 에피소드는 IMDB.com에서도 높은 평가를 받았다.

## 에피소드
- 1. 커레히(Currahee): 이지중대는 조지아주에 있는 캠프 토코아에서 커레히 산을 오르는 등 낙하산 부대원 훈련을 받는다. 주요 인물로는 딕 윈터스 중위와 루이스 닉슨 중위가 있다. 이 에피소드에서는 이기적이고 엄격한 이지중대장인 소블 대위와 중대원간의 관계에 초점을 맞춘다. 훈련시 소블 대위의 부적절한 리더십으로 인해 중대원들은 전투에서 그를 따르기를 꺼려한다. 문제점이 있는 소블 대위의 지휘와 적대관계에 있는 윈터스 중위와의 관계도 그려진다. 에피소드 종반에 이지중대는 영국으로 이송되고 D-Day 공격의 하나인 낙하준비를 한다.

- 2. 디 데이(Day of Days): 노르망디에 강하한 이지중대 대원들은 대공포탄과 강풍으로 인해 강하지점에서 사방으로 흩어지고 중대장은 행방불명된다. 윈터스 중위는 남은 열두명의 중대원들을 이끌고 독일군 포대를 공격해 20명을 사살하고 포대를 무력화시키는 전공을 세운다.

- 3. 카랑탕(Carentan): 강하 후 이틀, 여전히 많은 병사들이 부대를 찾지 못하고 노르망디를 헤매고 있다. 이지 중대 1소대원 블라이드 일병도 이틀을 혼자 지낸 후 중대에 합류하는데 때마침 이지 중대는 바닷가의 교통요충지 카랑탕을 점령하려 한다. 해변에 상륙한 연합군 탱크들이 내륙으로 진격하기 위해서는 이 작은 마을 카랑탕을 반드시 지나가야 하기 때문에 미군은 카랑탕을 점령하려 하고 독일군 역시 필사적인 방어전을 펼치려 한다. 마침내 카랑탕으로 진격한 이지 중대는 치열한 전투를 겪는다.

- 4. 보충병(Replacements):작전을 계속할수록 늘어나는 손실을 메우기 위해 보충병들이 투입된다. 신병들은 여러 번 작전을 수행한 고참과 불편한 관계에 놓이지만 고참들의 보살핌 아래서 부대에 적응해 나간다. 그러나 신병들의 전사율은 높기만 하다. 한편 네덜란드를 통해 독일로 진격하려던 연합군은 노르망디보다 더 큰 규모의 공수작전을 계획한다. 이지중대 역시 안헴 근처 도로를 확보하기 위해 작전에 참가한다. 그러나 어린 소년병과 늙은 병사밖에 없을 거라던 첩보와는 달리 주력 보병부대를 맞이해 퇴각한다. 퇴각 도중 신병을 포함 다수의 사상자가 발생하고 '황소' 랜들맨이 적진에 홀로 남겨진다. 그러나 평소에 그를 따르던 분대원들이 랜들맨 구출을 나서고 랜들맨 역시 노련한 고참답게 부대로 귀환한다. 위험을 무릅쓰고 감행된 마켓가든 작전은 실패했고, 결국 전쟁은 1944년 성탄절을 넘기고 만다. 이지중대가 속한 506연대의 인명손실은 사망 180명, 부상 560명이었고, 101공수사단 전체로는 사망 250명, 부상 2,100명이었다. 안헴에서 영국 1공수사단 사망자는 8천여 명에 이른다.

- 5. 교차로(Crossroads):1944년 10월 5일 전투에서 이지중대는 둑과 길의 교차로 근처에서 사전에 확인이 안 된 독일군 SS 2개 중대와 마주친다. 독일군이 지리적으로나 수적으로 우세한 가운데 포위가 가능한 상황에서 윈터스 대위는 1개 소대를 이끌고 기습해 적을 격멸하고 포로를 사로잡는다. 이 공로로 윈터스는 2대대 부대대장으로 보직을 옮기나 항상 이지중대를 생각한다. 프랑스 후방에서 쉬던 이지중대에게 벨기에 바스통 지역을 사수하라는 명령이 떨어진다. 그러나 월동장비는커녕 식량과 탄약조차 부족한 상황에서 부대는 큰 난관에 빠진다. 다행히 기존에 주둔하던 부대에서 탄약은 받았지만 독일군에게 포위된 상태에 빠진다. 이지중대는 포병, 공중지원도 없이 바스통 숲에 매복했다. 군량도 탄약도 월동장비도 턱없이 부족했다.

- 6. 바스통(Bastogne): 바스통에 진을 친 101 사단은 동서남북에서 밀려오는 독일군에 완전히 포위를 당한다. 더군다나 물자도 부족한 상황에서 의무병 유진 로는 환자를 살리기 위해 분주히 뛰어다닌다. 1944년 크리스마스까지 3개월간 버틴 끝에 바스통을 사수한 부대는 패튼 장군이 독일군의 포위를 뚫을 때까지 혹한과 물자 부족으로 시달리지만 결국에는 바스통을 지켜낸다.

- 7. 한계점(The Breaking Point): 부사관 립튼은 윈터스가 대대장을 맡고 떠난 후 이지중대 일등상사로 최선을 다한다. 그러나 윈터스 후임으로 온 다이크 중위는 승진을 위한 경력에 전투를 포함시키기 위해 온 장교일 뿐 매사에 소극적이고 안일한 대처로 중대원을 이끄는 데 실패한다. 엎친 데 덮친 격으로 포이라는 마을을 공격하기 앞서 확보한 보아자크 숲 전투에서 유능한 장교인 벅 콤튼마저 전의를 상실한 채 후송 당하고, 노련한 고참들도 속속 적군 포격 속에 쓰러진다. 다이크 중위의 무능함을 아는 윈터스도 중대장을 교체하려고 하나 다이크는 상부에 연줄이 있어 쉽지도 않다. 그렇게 한달 간의 지루한 공방전이 계속된다. 드디어 포이를 공격하는 결전의 날, 다이크는 전장에서 겁먹고 제대로 된 명령을 내리지 못한다. 그가 당황하면서 병사들은 계속 쓰러지는데 윈터스 대위는 현장에서 다이크를 직위 해제하고 적에게 잔인하다고 소문난 스피어스 중위를 중대장으로 임명한다. 스피어스 중위는 뛰어난 지휘력과 용감하게 맡은 임무를 완수해 포이 탈환에 성공한다. 립튼 상사를 비롯한 대원들은 유능한 중대장을 맞아 반갑게 여기는데 스피어스 중위는 립튼 상사를 칭찬하고 윈터스 대위가 그를 소위로 임관시키려 한다는 소식을 전해 준다.

- 8. 마지막 정찰(The Last Patrol): 이지중대의 창설대원이자 노르망디에서 싸웠던 웹스터는 가장 힘들었던 바스통 전투를 앞두고 부상으로 후방병원에서 몇 개월 있다 돌아오지만 전우 대부분이 사라진 상태다. 아는 전우들도 4개월을 요양하고 돌아온 웹스터를 곱지 않은 시선으로 쳐다본다. 이유는 그들은 병원에서 탈영하다시피 해서 복귀했었기 때문이다. 이런 웹스터와 함께 갓 육사인 웨스트 포인트를 졸업하고 임관한 존스 소위는 2소대에 배치받는다. 사령부에선 포로를 잡아다 독일군 상황을 심문하려고 소모적인 수색을 강요하는데 이번에는 웹스터를 포함해 15명 대원이 차출돼 수색하고 돌아온다. 무사히 포로를 잡아왔지만 잭슨을 잃었고 사령부에선 다시금 그 위험하고 소모적인 수색을 강요한다. 그러나 윈터스 대위는 허위 보고서를 작성하고 대원들을 수색대에 내보내지 않는다.

- 9. 우리가 싸우는 이유(Why We Fight): 이지부대는 드디어 독일에 입성하고, 아직도 패잔병들이 모여있는 부대를 해산하는 역할을 맡는다. 부대원들은 독일 전역에 남아있는 충격적인 인종학살용 수용소를 발견하고 경악한다. 그들은 우리가 왜 싸우는지 그 이유를 알게 된다.

- 10. 전역점수(Points): 히틀러 사후 윈터스 소령이 이끄는 506연대 2대대는 히틀러의 알프스 별장이 있던 베르히테스가덴을 향해 진격한다. 그곳에서 나치 고위 관계자가 남긴 수많은 전리품을 챙기는 와중에 독일군은 무조건 항복한다. 하지만 많은 병사들이 전역하는 데 필요한 점수가 모자라서 남아 있을 수밖에 없다. 오스트리아로 이동한 부대는 그곳에서 대기명령을 받는다. 101공수사단은 곧 태평양 재배치가 확실하지만, 명령이 떨어지기 전까지 오스트리아에서 체류한다. 하지만 싸울 적이 없어진 상황에서도 병사들은 교통사고, 총기사고 등으로 목숨을 잃는 일이 생긴다. 점수가 되는 장교들은 남을지, 전역할지를 놓고 고심한다. 윈터스 소령 역시 군대에 남으라는 싱크 대령의 제의와 뉴저지에서 같이 일하자는 닉슨의 제의 사이에서 고민한다. 하지만 부대가 배치 받기도 전에 일본은 무조건 항복을 하고 제2차대전은 막을 내린다. 전쟁이 완전히 끝났으므로 이지대원 모두 고향으로 돌아간다.

## 극 내용상의 오류
앰브로즈의 원작 소설과 그 책을 통해 만들어진 텔레비전 미니시리즈 밴드 오브 브라더스는 공히 수많은 작은 역사적 오류와 몇 개의 큰 역사적 오류가 있음이 "Trigger Time"과 같은 101 공수사단 퇴역장병 웹 사이트에서 에피소드별로 제기되었다. 텔레비전 시리즈에서 보이는 몇 가지의 오류를 들면 다음과 같다.
- 세 번째 에피소드에 등장하는 앨버트 블라이스(Albert Blithe)는 노르망디에서 입은 부상이 회복되지 않은 채 1948년에 죽은 것으로 나온다. 하지만 앨버트 블라이스는 자신의 군무를 마쳤으며, 한국전쟁에서의 공로로 은성 무공 훈장을 수여받았다. 또한 앨버트 블라이스는 상사 계급까지 진급하였으며, 결혼하여 두 명의 아이를 가졌다. 앨버트 블라이스는 바스통 전투 기념식에 참여한 후인 1967년 12월 천공성 궤양 수술 합병증으로 사망였으며 군대에서의 공로를 인정받아 알링턴 국립 묘지에 묻혔다.[1]

- 공수부대: 미국 낙하부대원의 D-Day 회상과 제3제국의 몰락(Parachute Infantry: An American Paratrooper's Memoir of D-Day and the Fall of the Third Reich)에 따르면, 리처드 윈터스는 데이빗 웹스터가 네덜란드에서 부상을 입은 후 병원에서 이지 중대로 돌아오기 전에 이미 소령으로 진급했다. 그렇지만 "마지막 정찰(The Last Patrol)"에서 윈터스는 에피소드의 끝에 진급을 하게 된다.

- 아홉 번째 에피소드 "우리가 싸우는 이유(Why We Fight)"의 시작 부분에서 이지 중대원들이 파괴된 거리를 정리하는 독일 민간인들을 내려다보면서 나오는 날짜는 1945년 4월 11일이다. 에피소드의 끝에서 이 장면이 다시 나오는데, 이어서 닉슨 대위가 이지 중대원들에게 히틀러가 자살 했다고 말한다. 하지만 히틀러는 15일가량 뒤인 1945년 4월 30일에 자살했다.

- 역시 아홉 번째 에피소드에서 1945년 4월 11일이라고 나오는 날짜에 관한 오류이다. 아홉 번째 에피소드의 주 내용은 첫 정면에 나오는 1945년 4월 11일로부터 "한 달 전(One Month Earlier)"에 일어난 일이다. 그러면 아홉 번째 에피소드의 내용은 1945년 3월 11일부터 1945년 4월 11일 사이에 일어난 일이 되는데, 극중 닉슨 대위가 "대통령이 죽었다" 고 말하는 장면이 있다. 하지만 당시 미국 대통령인 프랭클린 D. 루즈벨트는 1945년 4월 12일에 죽었다.[2]

- 마지막 에피소드인 "전역 점수(Points)" 에서, 조지프 리브갓 이 전쟁이 끝난 후 샌프란시스코에서 택시 운전수가 되었다고 나온다. 하지만 그의 아들을 포함한 많은 사람들의 증언에 따르면, 조지프 리브갓은 전쟁이 끝난 후 이발사를 한 것이 확실하다.[3]

- 밴드 오브 브라더스에서 이지 중대는 오스트리아의 베르히테스가덴과 독수리 둥지 및 그 인근 지역을 별다른 저항 없이 점령한 첫 번째 부대처럼 나온다. 역사가들에 따르면 일반적으로 베르히테스가덴과 베르고프를 점령한 첫 번째 연합군인 미국 육군 제3 보병 사단이 이 지역에 당도했을 때 이미 독수리 둥지는 자유 프랑스군 제2기갑사단 소속 병력이 점령한 이후였으며, 이어서 506연대 제1 대대의 "C" 중대가 이곳에 도착했다고 한다. 하지만 이것은 아마 잘못되었을 것이다. 506연대의 2대대는 베르히스가든을 향해 다른 경로로 진입하였으며 88mm 대공포로 무장한 2명의 독일군에 의해 사상자를 냈다.[4] 정확하게 어느 부대가 베르히테스가덴을 점령했는지에 대해서는 그동안 의견이 분분했지만, 책 밴드 오브 브라더스의 뒷 이야기(Beyond Band of Brothers)에서 딕 윈터스 소령은 다음과 같이 진술한다. "존 W. 오'다니엘"의 미 육군 제3사단이 확실히 잘츠부르크 인근을 저항 없이 포위하였으며 아마 그들의 주력 부대가 우리(2대대, 506공수연대)가 베르히테스가덴에 도착하기 전에 그곳을 점령하였을 것입니다. 그러나 그들에게 사실을 말해 줍시다. 만약 미국 육군 3사단이 첫 번째로 베르히테스가덴에 도착하였다면, 우리가 도착했을 때 그들은 모두 어디로 갔단 말입니까? 베르히스가든은 비교적 작은 마을입니다. 제가 베르히테스가덴의 맥주 바에 웰시 소령과 함께 갔을 때, 우리는 호텔 직원 외에는 아무도 보지 못하였습니다. 헤르만 괴링의 장교 클럽과 와인 저장고는 확실히 필리프 르끌레르 장군 휘하의 자유 프랑스군 제2기갑사단의 초병 또는 미국 육군 3사단의 소총수가 지키고 있었습니다. 저는 3사단이 첫 번째로 그 곳에 당도하였는데도 그들이 우리를 위해 그 아름다운 메르세데스-벤츠 770에 아무 손도 대지 않았을 것이라고는 상상도 할 수 없습니다."

- 마지막 에피소드 "전역 점수(Points)" 에서, 윈터스 소령은 항복한 독일 대령으로부터 화려하게 장식된 루거 권총을 받을 것을 제의받는다. 이 장면에서, 윈터스는 독일 대령에게 권총을 계속 가지고 있으라고 하지만, 보너스 피쳐 DVD에서 윈터스는 사실 그가 권총을 받았으며, 당시 받은 월터 PP에 관한 일을 회상한다. 같은 제목을 가진 앰브로즈의 소설에서, 앰브로즈는 윈터스가 독일 대령이 건넨 권총을 검사할 때, 권총이 발사될 수 없도록 개조되어 있음을 발견했다고 한다. 그래서 윈터스는 권총을 실제로 사용하지 못했다. 윈터스는 HBO에서 만든 다큐멘터리 우리는 함께 서 있다(We Stand Alone Togehter)에서 당시 독일군으로부터 받은 권총을 보여주기도 하였다. 또한 콜 C. 킹시드가 쓴 책 밴드 오브 브라더스의 뒷 이야기: 딕 윈터스 소령의 회상(Beyond Band of Brothers: Memories of Dick Winters)에서 딕 윈터스 소령은 권총을 받기는 했지만 권총을 준 독일군은 소령이었지 대령은 아니었다고 진술하였다.

## 주요 등장인물
대부분의 주요 등장인물들은 가능한 한 최대로 실제 인물과 유사한 배우를 기용하였다. 미니시리즈에서는 전체 이지 중대원들 중 일부만 등장함에 따라 실제 이지 중대에서 맡은 역할과는 달라진 인물도 있다.
대한민국 국군에 없는 제2차 세계대전 당시의 미군 계급은 다음과 같이 표기하였음.
Technician Fourth Class → 4등병
Technician Fifth Class → 5등병
위 두 계급은 일병(Private First Class)과 상병(Corporal) 사이의 계급이며 이 계급을 지금은 스페셜리스트(Specialist)라고 부름.
- 데이미언 루이스 (성우 - 박지훈): 리처드 윈터스 소령 역. (1918년-2011년 미국 펜실베이니아주 랭카스터 출생)
- 론 리빙스턴 (성우 - 최한): 루이스 닉슨 대위 역. (1918년-1995년 미국 뉴욕주 뉴욕 시 출생)
- 매슈 세틀 (성우 - 안지환): 로널드 스피어스 대위 역. (1920년-2007년 영국 에든버러 출생)
- 데이비드 슈위머 (성우 - 송준석): 허버트 소블 대위 역. (1912년-1987년 미국 일리노이주 시카고 출생)
- 릭 워든 (성우 - 김호성): 해리 웰시 중위 역. (1918년-1995년 미국 펜실베이니아주 루즌 출생)
- 닐 맥도너 (성우 - 황윤걸): 린 콤프턴 중위 역. (1921년-2012년 미국 캘리포니아주 로스앤젤레스 출생.)
- 도니 월버그 (성우 - 권혁수): 카우드 립턴 소위 역. (1920년-2001년 미국 웨스트버지니아주 헌팅턴 출생)
- 로스 매컬 (성우 - 표영재): 조지프 리브갓 5등병 역. (1915년-1992년 미국 미시간주 출생
- 프랭크 존 휴스(성우 - 이종혁): 윌리엄 가니어 하사 역. (1922년-2014년 미국 펜실베이니아주 사우스필라델피아 출생)
- 스콧 그라임스 (성우 - 김영선): 도널드 멀라키 중사 역. (1921년-2017년), 미국 오리건주 아스토리아 출생)
- 릭 고메즈 (성우 - 방성준): 조지 러즈 4등병 역. (1921년-1998년 미국 로드아일랜드주 출생)
- 에이온 베일리: 데이비드 캐년 웹스터 이병 역. (1922년-1961년 미국 뉴욕주 뉴욕 시 출생)
- 제임스 마디오: 프랭크 퍼콘테 4등병 역. (1917년-2013년 미국 일리노이주 졸리에 출생)
- 마이클 커들리츠: 덴버 '황소' 랜들먼 중사 역. (1920년-2003년 미국 아칸소주 렉터 출생)
- 덱스터 플레처: 존 마틴 하사 역. (1922년-2005년), 미국 오하이오주 컬럼버스 출생)
- 셰인 테일러: 유진 로 5등병 역. (의무병) (1921년-1999년 미국 루이지애나주 바이유 셰인 출생)
- 매슈 레치: 플로이드 "탭" 탤버트 하사 역. (1923년-1982년 미국 인디애나주 코코모 출생)
- 데일 다이: 로버트 싱크 대령 역. (1905년-1965년 미국 노스캐롤라이나주 렉싱턴 출생)
- 니컬러스 에런: 로버트 "뽀빠이" 윈 일병 역. (1921년- 미국 버지니아주 사우스힐 출생)
- 조지 칼릴: 제임스 H. "모" 앨리 주니어 중사 역. (1922년- 미국 아칸소주 마운트아이다 출생)
- 커크 아서베이도: 조지프 토이 하사 역. (1919년-1995년)
- 리처드 스피트 주니어: 워런 "스킵" 먹 하사 역. (1945년 사망)
- 피터 매케이브: 도널드 후블러 상병 역 (1945년 사망)
- 로빈 랭: 에드워드 "베이브" 헤프런 이병 역 (1923년 출생)
- 벤 캐플런: 월터 "스모키" 고든 상병 역.
- 스티븐 그레이엄: 마이런 "마이크" 래니 이병 역. (1988년 사망)
- 마크 워런: 앨버트 블라이스 이병 역 (1923년-1967년)
- 피터 영블러드 힐스: 대럴 "시프티" 파워스 하사 역 (1923년-)
- 마크 허버먼: 레스터 "레오" 하시 이병 역. (1925년-2002년)
- 팀 매슈스: 앨릭스 펀칼라 상병 역 (1945년 사망)
- 마이클 패스벤더: 버튼 P. "팻" 크리스턴슨 중사 역. (1992년-1999년)
- 더그 앨런: 앨튼 무어 이병 역 (1920년-1958년)
- 놀런 헤밍스: 찰스 E. "척" 그랜트 중사 역. (1915년 - 1985년)
- 맷 히키: 패트릭 오키프 이병 역 (1926년-2003년)
- 제임스 매커보이: 제임스 밀러 이병 역 (1944년 사망)
- 톰 하디: 존 A. 야노벡 이병 역 (1945년 사망)
- 스티븐 매콜: 프레드릭 T. '무스' 하일리거 소위 역. (2001년 사망)
- 사이먼 페그: 윌리엄 에번스 하사 역. (1944년 사망)
- 키어런 오브라이언: 앨런 베스트 이병 역. (1925년-2001년)
- 더글러스 스페인: 안토니오 C. 가르시아 상병 역. (1925년 - 2005년)
- 르네 L. 모레노: 조지프 러미레즈 상병 역.
- 제이미 뱀버: 잭 E. 폴리 중위 역. (1922년-)
- 필립 바랜티니: 웨인 A. "스키니" 시스크 이병 역. (1922년-1999년)
- 크레이그 히니: 로이 콥 이병 역.
- 로키 마셜: 얼 "원 렁" 맥클렁 이병 역. (1923년- 미국 워싱턴주 인챌리엄 출생)
- 제이슨 오마라: 토머스 미헌 3세 중위 역. (1921년-1944년)
- 피터 오메라: 노먼 다이크 중위 역.
- 콜린 행크스: 헨리 존스 소위 역.
- 이언 로버슨: 조지 스미스 이병 역.
- 바트 러스폴리: 에드워드 티퍼 이병 역.

## 같이 보기
- 미국 506 낙하산 보병 연대 E 중대
- 노르망디 상륙작전
- 브레쿠르 강습
- 마켓가든 작전
- 벌지 전투